# Домбрувка-Пруська
Домбрувка-Пруська (пол. Dąbrówka Pruska, нім. Preußisch Damerau) — село в Польщі, у гміні Міколайки-Поморські Штумського повіту Поморського воєводства.
Населення — 97 осіб (2011).
У 1975-1998 роках село належало до Ельблонзького воєводства.

## Демографія
Демографічна структура станом на 31 березня 2011 року:
|          | Загалом | Допрацездатний вік | Працездатний вік | Постпрацездатний вік |
| -------- | ------- | ------------------ | ---------------- | -------------------- |
| Чоловіки | 45      | 11                 | 29               | 5                    |
| Жінки    | 52      | 20                 | 26               | 6                    |
| Разом    | 97      | 31                 | 55               | 11                   |